# 폭우 속의 도망자
《폭우 속의 도망자》는 1972년 공개된 오의영 감독의 대한민국의 영화이다.

## 배역
- 최무룡
- 윤정희
- 한국남
- 윤미혜
- 허장강
- 독고성
- 사미자
- 최남현
- 변대일
- 박기택
- 황백
- 양일민
- 김문주
- 조춘